# Global Drone Academy
Навчальний центр підготовки пілотів БПЛА Global Drone Academy

## Опис
Навчальний центр операторів БПЛА "Global Drone Academy" засновано 5 квітня 2022 р. як реакція на широкомасштабне вторгнення Росії в Україну.
З початку широкомасштабного вторгнення Росії в Україну Навчальний центр операторів БПЛА "Global Drone Academy" випустив близько 6000 підготованих операторів БПЛА. Навчання проводять кваліфіковані інструктори з бойовим досвідом. Навчальні програми постійно еволюціонують та вдосконалюються. Global Drone Academy є авторизованим навчальним центром державної програми «Армія Дронів» яка була ініційована Міністерством Цифрової трансформації. В рамках програми «Армія Дронів» з підготовки 10 тисяч операторів, Global Drone Academy безкоштовно навчає військовослужбовців. Зараз Навчальний центр операторів БПЛА випускає близько 300 курсантів на місяць за різними програмами. Штат інструкторів налічує 25 осіб. 

## Засновники
Антон Векленко – оператор БПЛА з 10-річним досвідом. До повномасштабного вторгнення займався відеозніманням та картографією квадрокоптерами. З початку війни – доброволець ДФТГ "Мрія". Роман Корж - доцент, кандидат економічних наук, директор Благодійної організації "Фонд інвестицій в майбутнє", командир взводу аеророзвідки ДФТГ "Мрія".

## Навчальні програми
Курс "Аеророзвідка" – шестиденний курс, на якому вивчається виконання завдань аеророзвідки цивільними квадрокоптерами у зоні бойових дій. У програму курсу входить три лекційних та три практичних дні. Курсанти навчаються виконувати аеророзвідку в умовах радіоелектронної боротьби, працювати екіпажами, орієнтуванню на місцевості та роботі з ПЗ "Кропива".
Військовий оператор FPV-дрона – двотижневий курс, на якому навчають керуванню FPV-дронами в складних бойових умовах та відпрацьовують ураження цілей. На першому тижні проводяться заняття на симуляторах та лекції щодо конструктивних особливостей FPV.  На другому тижні відбуваються практичні польоти на полігоні. Денна та вечірня форми навчання.
Оператор БПЛА літакового типу – двотижневий курс з базової підготовки пілотів та операторів БПЛА літакового типу. На курсі навчають керуванню БПЛА та корисним навантаженням, автоматизації польотних місій та роботі в бойових умовах.
Застосування дронів спеціального призначення – спеціалізований курс з застосування військових БПЛА спеціального призначення.
Робота з засобами РЕБ/РЕР – дводенний курс з практичного застосування засобів радіоелектронної боротьби та радіоелектронної розвідки в бойових умовах з виносом антен ретрансляторів зв'язку.
Підготовка до здачі кваліфікаційних іспитів операторами і інструкторами БПЛА – дводенний навчальний курс, що забезпечує підготовку до складання кваліфікаційних іспитів для підтвердження професійних компетенцій за державним стандартом. Цей курс створено для тих, хто прагне отримати сертифікат державного зразка про присвоєння професійної кваліфікації оператора або інструктора безпілотних літальних апаратів.

## Факти
На кінець серпня 2024 року навчальний центр випустив понад 5000 операторів різних типів БПЛА. Інструктори проводили бойові тренування на лінії бойового зіткнення в Харківській та Сумській областях. Тільки за перше півріччя 2024 року навчальні програми відвідало 460 військовослужбовців.
Інструктори Навчального центру операторів БПЛА “Global Drone Academy” першими в Україні підтвердили свою кваліфікацію згідно державного Професійного стандарту «Оператор-інструктор дистанційно керованого безпілотного літального апарата».
Навчальний центр "Global Drone Academy" першим в Україні серед приватних шкіл, що навчають операторів БпЛА, було сертифіковано Міністерством Оборони України.
З грудня 2024 року розпочато співпрацю з Київським інститутом Національної гвардії України. У межах співпраці "Global Drone Academy" впроваджує сучасні методики навчання з використанням засобів радіоелектронної боротьби (РЕБ) та радіоелектронної розвідки (РЕР). 